# Falke auf eine Taube stoßend
Falke auf eine Taube stoßend ist ein Gemälde von Adolph von Menzel. Es diente einst als Schießscheibe.

## Beschreibung
Das Gemälde zeigt einen Falken, der sich mit geöffnetem Schnabel und gespreizten Krallen in einer Wendung von rechts oben her auf eine weiße Taube stürzt, die, von links kommend, mit ebenfalls gespreizten Füßen und niedergeklapptem, gespreiztem Schwanz, als wolle sie gerade landen, unmittelbar unter ihm fliegt. Die Szene ist formatfüllend dargestellt: Die ausgebreiteten Schwingen des Raubvogels reichen bis in die obere linke Ecke des Bildes und an den oberen Bildrand, während die Schwanzfedern des Beutetiers knapp oberhalb des unteren Bildrandes enden. Den Hintergrund bildet eine Darstellung des Himmels, die gegen die Ränder des Gemäldes hin eine düstere, graugrünliche Färbung annimmt und nach unten in eine angedeutete Wald- oder Stadtkulisse überzugehen scheint, während sich in der Mitte mehr Himmelblau befindet und die zentrale Stelle der Komposition, der Raum zwischen dem zum Zugreifen bereiten Schnabel sowie den Krallen des Falken und dem Beutetier, durch eine weiße Wolke im Hintergrund hervorgehoben wird. 
In einer Katalogbeschreibung aus dem Jahr 1980 wird insbesondere die Farbgebung des Gemäldes hervorgehoben: 
„Die prachtvoll bewegte malerische Einheit des zerzausten Gefieders und des gewittrig aufleuchtenden Himmels, das weiche Ineinander der weißen und weißgrauen Töne in den Flügeln der Taube, gegen die sich die roten Haken der Kralle anheben – all das erinnert an Menzels große Verehrung für Rubens: im literarischen Klub 'Tunnel über der Spree' hatte man ihm den Namen des großen Flamen als Vereinsnamen verliehen.“
In einer älteren Publikation ist zu lesen: „Hier nun jubelt die Farbe, die prächtig bewegten Tiere leuchten vor einem herrlichen Blau“.

## Geschichte
Falke auf eine Taube stoßend gehört zu Menzels früheren Werken. Das Gemälde, auf mehreren Papierbögen in Ölfarbe ausgeführt und auf eine Holzplatte aufgezogen, entstand um 1844. Es wurde offenbar tatsächlich als Scheibenbild in einem Schützenverein verwendet, wie zahlreiche Einschussstellen, die später ausgebessert wurden, beweisen. Das Gemälde gelangte 1906 in den Besitz der Berliner Nationalgalerie. Verkauft wurde es von der Berliner Kunsthandlung Ernst Zaeslein. Die Vorbesitzerin war Frau Amtsgerichtsrat Paasche in Berlin-Friedenau gewesen. Zuvor hatte das Bild dem Hauptmann a. D. und Amtsgerichtsrat Paasche in Liegnitz in Schlesien gehört. In der Nationalgalerie erhielt es einen prominenten Platz im Menzelsaal; in Georg Dehios Geschichte der deutschen Kunst wurde das Bild als Meisterwerk bezeichnet, das Menzel nicht hoch genug geschätzt habe.
Eckhard Fuhr spekulierte, ob in Georg Baselitz’ Bild eines stürzenden Adlers, das zur Zeit des Bundeskanzlers Schröder in dessen Amtszimmer hing, ein Zitat der Menzelschen Bildes zu sehen sei. Wenn dies der Fall sei, schrieb er in der Welt, so könne man „Schröders Bildwahl sogar eine geschichtspolitische Botschaft entnehmen. Der Kanzler“ habe sich damit nämlich einerseits in die preußische Tradition gestellt, sie aber andererseits auch umgebogen.
Eine frühe Erwähnung des Menzelschen Scheibenbildes sieht übrigens auch den von Menzel dargestellten Raubvogel nicht als Falken, sondern als Adler.

## Titel
Der Bildtitel, in dem das erweiterte Partizip seinem Bezugswort nachgestellt ist und der in manchen Publikationen auch ein Komma hinter dem Wort „Falke“ enthält, wurde mehrfach von Germanisten zu Betrachtungen über das Partizip herangezogen. In einem Sammelband der Zeitschrift Wirkendes Wort war 1962 etwa zu lesen, Partizipien seien in der Bildenden Kunst ohnehin ein häufig verwendetes Mittel, um den Bildinhalt anschaulich wiederzugeben, das Bild werde aber „in der Sprache noch ausdruckskräftiger, wenn das Partizip seinem Beziehungswort“ nachfolge und noch hinter den verbalen Ergänzungen die Endstellung einnehme, wie es bei Menzels Taubenbildtitel der Fall sei.